# William Price Craighill

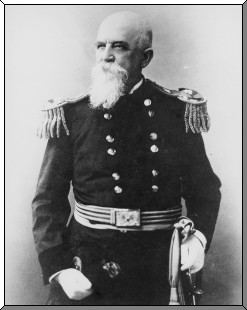
William Price Craighill

William Price Craighill (* 1. Juli 1833 in Charles Town, Jefferson County, im späteren Bundesstaat West Virginia; † 18. Januar 1909 ebenda) war ein Brigadegeneral der United States Army. Er war unter anderem Kommandeur des United States Army Corps of Engineers (COE).
William Craighill war ein Sohn von William Nathaniel Craighill (1808–1887) und dessen Frau Sarah Elizabeth Brown (1812–1887). Er besuchte die öffentlichen Schulen seiner Heimat. In den Jahren 1849 bis 1853 durchlief er die United States Military Academy in West Point. Nach seiner Graduation wurde er als Leutnant den Pionieren (Engineers) zugeteilt. In der Armee durchlief er anschließend alle Offiziersränge vom Leutnant bis zum Brigadegeneral.
In seinen jüngeren Jahren absolvierte er den für Offiziere in den niederen Rangstufen üblichen Dienst in verschiedenen Pioniereinheiten und Standorten in den Vereinigten Staaten. Als Pionier (Engineer) gehörten der Hochwasserschutz, der Ausbau von Hafenanlagen, deren militärische Verteidigung, Flussregulierungen sowie der Bau von Schleusen und Stauwerken, Kanälen und Leuchttürmen zu seinem Aufgabenbereich.
Craighill war zunächst als Pionier an der Ostküste der Vereinigten Staaten eingesetzt, dabei war er unter anderem am Ausbau von Fort Delaware am Delaware River beteiligt. In den Jahren 1859 bis 1862 war er Dozent an der Militärakademie in West Point. Während des Amerikanischen Bürgerkriegs war er als Pionieroffizier in den Städten Pittsburgh, Baltimore, San Francisco und New York City am Ausbau der Verteidigungsanlagen beteiligt.
Nach Ende des Krieges setzte er diese Tätigkeit in Baltimore zunächst fort. Zwischen 1870 und 1895 leitete er den Bezirk Baltimore der Pioniere (Engineers), der unter anderem die Staaten Maryland, Virginia North Carolina und West Virginia umfasste und dann in Southeast Division der Engineers umbenannt wurde. In diesen Bereichen war er für militärische Pionieraufgaben aller Art zuständig. In den Jahren 1877 und 1878 bereiste er zu Inspektionszwecken Frankreich und Großbritannien. Dort interessierte er sich für deren moderne Pioniertechniken und deren eventuelle Einsetzbarkeit in den Vereinigten Staaten. Als Folge seiner Erkenntnisse wurden unter anderem das Stau- und Schleusen-System in den USA verbessert. 1895 wurde Craighill in die American Academy of Arts and Sciences gewählt.
Im Mai 1895 wurde Craighill als Nachfolger von Thomas Casey Kommandeur des COE. Dieses Posten bekleidete er bis Februar 1897. Danach trat er in den Ruhestand.
Craighill verfasste auch einige Schriften und Bücher, darunter den Army Officer's Pocket Companion (New York, 1861). Im Jahr 1863 übersetzte er Dufour's Cours de tactiques. Er war aktives Mitglied der Protestant Episcopal Church und in den 1880er Jahren drei Mal Delegierter auf deren Hauptversammlung (general convention).
Craighill verbrachte seinen Lebensabend in seiner Heimatstadt Charles Town, wo er am 18. Januar 1909 verstarb. Er wurde auf dem dortigen Zion Episcopal Churchyard beigesetzt.
Er war zunächst mit Mary Ann Elizabeth Morsell (1831–1872) und dann mit Rebecca Churchill Jones (1833–1899) verheiratet. Aus erster Ehe hatte er fünf Kinder. Dazu gehörte der Sohn William Edward Craighill (1863–1916), der ebenfalls die Generalsränge der Armee erreichte.